# M7 Priest
Pour les articles homonymes, voir Priest.
Désigné officiellement sous le nom de 105mm Howitzer Motor Carriage M7, le M7 Priest est un canon automoteur produit au cours de la Seconde Guerre mondiale par les États-Unis.

## Surnom
Priest est le surnom donné par les Britanniques, dû au fait que la mitrailleuse placée sur un rail donnait l’impression que le char était muni d’une chaire. Il faisait suite au Bishop anglais et ils le désignèrent officiellement 105mm SP Priest. Les Britanniques aimaient donner des noms en rapport à la religion à leurs canons automoteurs (Priest = prêtre, Bishop = évêque, Sexton = sacristain), tradition qui dura jusque dans les années 1960 avec l’Abbot (abbé).

## Histoire

### Contexte
L’United States Army commence à s’intéresser au principe du canon automoteur à la fin de la Première Guerre mondiale. Plusieurs centaines d’engins de ce type, pour la plupart basés sur le tracteur Holt, sont commandés dans les derniers mois de la guerre, mais la fin du conflit met fin au programme après que seulement une poignée a été fabriquée. Les expérimentations se poursuivent dans les années 1920, mais les faibles budgets de cette époque ne permettent pas d’aller plus loin. Au début de la Seconde Guerre mondiale, seul le premier bataillon du 6th Field Artillery est ainsi mécanisé. Même dans ce cas il ne s’agit toutefois que de half-tracks tractant des pièces classiques et non de canons automoteurs à proprement parler.
Conscient de la nécessité de modernisation, l’état-major incorpore dans le tableau d'effectifs et de dotation des divisions blindées de 1940 un régiment d’artillerie blindé, mais il n’existe toujours pas à cette date de véhicule spécialisé pouvant remplir ce rôle. Ce n’est que lorsque le général Jacob Devers, un artilleur, arrive à la tête de l’Armored Force en août 1941 que des efforts sérieux commencent à être entrepris en ce sens. Un premier prototype nommé T19, un canon de 105 mm sur un half-track, est ainsi testé au terrain d’essai d’Aberdeen dès novembre 1941. La production en série débute en janvier 1942, mais s’arrête en avril, une meilleure solution ayant été trouvée dans l’intervalle.

### Développement et production
Au début de l’année 1942, l’entreprise Baldwin Locomotive Works, producteur du char M3, propose en effet un canon automoteur dérivé de celui-ci et nommé T32. Des essais ont lieu entre les mois de janvier et février et donnent des résultats très satisfaisants. Il est ainsi décidé dès la mi-février de faire du T32 le canon automoteur standard des divisions blindées à la place du T19. Les quelques points devant être améliorés sont rapidement incorporés sur l’un des deux prototypes. Celui-ci est ensuite transmis comme modèle à l’entreprise American Locomotive Works (ALCO), qui est chargée de la fabrication de six cents exemplaires. Les premiers sortent de la chaîne en mars 1942 et testés à Aberdeen en avril. À l’issue de ces essais, le véhicule est accepté pour le service sous la dénomination M7 105mm Howitzer Motor Carriage.
Du fait de cette mise en production accélérée, il est nécessaire d’incorporer de nombreux petits changements en cours de production. Ces modifications ont lieu pour l’essentiel avant la fin de l’été 1942 et visent surtout à simplifier la production ou la maintenance. Initialement conçu sur un châssis de M3, le M7 incorpore peu à peu les changements liés au M4. La plupart des pièces étant interchangeables, il est néanmoins courant de voir des M7 présentant un mélange de composants du M3 et du M4.
Après avoir été interrompue en août 1943 après que 2 814 exemplaires ont été produits, la production reprend en mars 1944 pour faire face à la demande. Les cinq cents exemplaires produits entre mars et octobre par ALCO diffèrent assez fortement des séries précédentes, mais n’ont pas de dénomination spécifique. En revanche, une seconde série produite par la Pressed Steel Car Company et basée sur le M4A3 reçoit la dénomination M7B1. Enfin, la Federal Machine & Welder Company produit encore une poignée d’exemplaires au début de l’année 1945.

## Histoire opérationnelle

### Organisation
Dans l’US Army, le M7 est principalement utilisé au sein des bataillons d’artillerie de campagne blindée (armored field artillery battalion, AFAB). Soixante-sept de ces bataillons sont déployés pendant la Seconde Guerre mondiale, dont quarante-huit au sein des divisions blindées. Chaque bataillon comprend trois batteries en plus des éléments de commandement et de support. Chaque batterie comprend six M7, ce qui amène donc le total à dix-huit obusiers pour un bataillon. En dehors des AFAB, les M7 sont aussi utilisés au sein des compagnies d’artillerie rattachées aux régiments d’infanterie ainsi que comme canon d’assaut dans les bataillons de char jusqu’à l’introduction du M4 (105mm) à l’été 1944.
Les batteries sont des unités semi-indépendantes pouvant être détachées du bataillon pour être assignées à une force opérationnelle (task force en anglais) comprenant d’autres unités de chars et d’infanterie mécanisées. Chaque bataillon est ainsi le plus souvent divisé en deux ou trois  forces opérationnelles, comprenant chacune une ou deux batteries et un ou deux chars M4 issus du peloton de reconnaissance et d’observation de la batterie. Ceux-ci transmettent les informations de tir soit directement à la batterie de leur force opérationnelle, soit au quartier général du bataillon s’ils ont besoin du support de plusieurs batteries. Sur le terrain, les M7 d’une même batterie sont déployés en ligne et si possible reliés par téléphone de campagne au centre de direction du tir de la batterie, qui leur transmet les instructions.

### Seconde Guerre mondiale

#### Afrique du Nord
La première utilisation au combat du M7 n’est pas le fait des Américains mais des Britanniques. Ceux-ci sont en effet confrontés au milieu de l’année 1941 à de graves difficultés en Afrique du Nord. L’un de leur principal problème est que les canons de calibre 88 mm des Allemands peuvent engager leurs chars longtemps avant que ceux-ci n’arrivent eux-mêmes à portée de tir. Le M7 permet de renverser cet avantage en effectuant des tirs de contrebatterie à longue portée sur tous les canons antichars allemands qui se découvrent.
La première unité à recevoir le M7 au titre du prêt-bail est le 11e régiment du Royal Horse Artillery. Celui-ci l’utilise au combat pour la première fois le 24 octobre 1942 pendant la bataille d’El Alamein, à l’issue de laquelle les Britanniques se montrent très satisfaits du véhicule. Toutefois, cette fourniture du M7 aux Britanniques réduit le nombre de véhicules disponibles pour les unités américaines elles-mêmes. Ainsi, lorsque celles-ci débarquent en Afrique du Nord en novembre 1942, la plupart sont contraintes d’utiliser le T19 à la place du M7.

#### Europe
Les T19 ont largement été remplacés dans la 7e armée par le M7 au moment de l’opération Husky en juillet 1943. Au même moment les régiments d’infanterie sont restructurés et leurs compagnies d’artillerie se voient retirer leurs M7. Ce changement n’est toutefois pas toujours répercuté dans les unités combattantes et beaucoup de celles engagées en Italie conservent leur M7. De même, les troupes britanniques en Italie conservent pour la plupart leurs M7, malgré l’introduction du Sexton au printemps 1943.
Pendant le débarquement de Normandie, deux bataillons de M7 rattachés au Ve corps débarquent à Omaha Beach et apportent un support en bombardant les lignes allemandes depuis leur péniche de débarquement (sigle LCT en anglais) . Le théâtre ouest-européen est celui où les M7 sont le plus présents, soixante-deux des soixante-sept AFAB y étant engagés. Les pertes sont toutefois assez limitées du fait que leur rôle d’artillerie les place en arrière de la ligne immédiate du front et que les Allemands n’ont plus beaucoup d’artillerie ou d’aviation pouvant les menacer. Les pertes sur ce théâtre se montent ainsi au total à 240 véhicules, la plupart ayant été perdus pendant la bataille des Ardennes.
Le M7 est retiré du service dans les troupes du Commonwealth peu après le débarquement. Dans le même temps, les Français de la 2e division blindée commencent à en recevoir à partir d’août 1944. Il se diffuse ensuite peu à peu au sein de la 1re armée française, à la fois par des livraisons de véhicules neufs et par des transferts provenant du 6e groupe d'armées des États-Unis.

#### Pacifique
Le M7 reste longtemps peu employée dans la campagne du Pacifique du fait qu’il n’y a pas de division blindée sur ce théâtre et que les Marines utilisent le M3 75mm GMC. Ce n’est qu’à partir de la fin de l’année 1944 que celui-ci commence à être remplacé par le M7, à raison de douze véhicules par division. En dehors des Marines, le M7 se trouve également au sein de quelques divisions d’infanterie. Le M7 est principalement utilisé au combat pendant la campagne des Philippines et pendant la bataille d’Okinawa.

## Caractéristiques

### Équipage
L’équipage du M7 est une section de huit hommes commandée par un chef de section ayant un grade de sous-officier. Pendant le tir, celui-ci prend place à gauche de l’obusier, derrière le tireur, d’où il donne les instructions à l’équipage. Le tireur se trouve également à gauche de l’obusier et est responsable du pointage de l’arme en site et du calcul de la trajectoire du projectile. Le tireur assistant, aussi appelé artilleur nº1, se trouve du côté droit de l’obusier, en face du tireur, et est chargé de pointer l’arme en élévation, de la mise à feu et de l’ouverture de la culasse. C’est également lui qui utilise la mitrailleuse.
Les autres membres d’équipage sont assignés à l’alimentation en munitions. L’artilleur nº2 s’occupe de charger les obus dont la fusée a été réglée par l’artilleur nº3 et la charge propulsive préparée par l’artilleur nº4. L’artilleur nº5 sort les munitions de leurs boîtes. Enfin le conducteur peut soit rester à son poste de conduite soit, en cas de tir prolongé, il aide généralement l’artilleur nº5.

## Versions

### T32
Le T32 est le prototype, produit à deux exemplaires au début de l’année 1942. Il s’agit simplement d’un char M3 dont la partie supérieure de la superstructure a été retirée pour en faire une casemate ouverte sur le dessus, avec un obusier M2A1 de 105 mm à la place du canon de 75 mm. Plusieurs modifications sont effectuées avant l’entrée en production. La première modification a lieu presque immédiatement et consiste à retirer le panneau arrière de la superstructure afin de faciliter la manipulation de l’obusier.
Le deuxième prototype fait également l’objet de plusieurs modifications après les essais de février 1942. Toujours dans le but de ne pas gêner les servants, la hauteur des panneaux latéraux est diminuée. En revanche celle du panneau avant est augmentée afin d’améliorer la protection. En outre, alors que le débattement de l’obusier est initialement limité à 15° à droite et 23° à gauche, il est demandé de modifier la monture afin qu’elle permette le même débattement que la version classique du M2A1, c’est-à-dire 45° de chaque côté. Enfin une mitrailleuse M2 est installée pour la protection rapprochée.

## Véhicules apparentés

### Kangaroo
Le Kangaroo, parfois également appelé unfrocked Priest (« prêtre défroqué ») est un transport de troupes blindé improvisé conçu à la fin du mois de juillet 1944. Ce véhicule est élaboré par le Canadian Army Workshop Detachment en réponse à une demande du général Guy Simonds, qui souhaite disposer d’un maximum de transports de troupes blindés en prévision de l’opération Totalize. Environ soixante-douze Kangaroo sont ainsi produits près de Bayeux entre le 31 juillet et le 6 août et utilisé au combat pour la première fois le 8 août. Le concept ayant fait montre d’une grande efficacité, d’autres Kangaroo sont également produits en Italie sur la base de M7 et de M4A2. À partir d’octobre 1944, la production est organisée de manière plus raisonnée en Grande-Bretagne en utilisant des chars Ram.
Les Kangaroo d’origine sont des M7 ayant été retirés du service pour être remplacés par le Sexton. L’obusier et les casiers à munitions sont retirés pour créer un grand compartiment. Des plaques de blindage de récupération sont ensuite utilisées pour obturer l’ouverture dans la casemate à l’avant et relever ses côtés. Lorsque de l’acier balistique n’est pas disponible, il est remplacé par deux plaques d’’acier doux entre lesquelles est versé du sable.

### T51
Bien qu’apprécié des Britanniques, le M7 a l’inconvénient d’utiliser des obus de 105 mm qui ne sont pas standards dans leur armée, posant des problèmes logistiques. Afin de résoudre ce problème, ils demandent dès le printemps 1942 une variante utilisant l’Ordnance QF 25 pounder à la place de l’obusier M2A1. Le projet est lancé en juin 1942 et un véhicule d’essai est produit à partir de l’un des T32. Les Britanniques apprennent toutefois pendant l’été 1942 l’existence du Sexton et se désintéressent alors du T51. Les chances que les Britanniques acquièrent le T51 ayant disparu avec l’achèvement du projet du Sexton et les Américains n’ayant pas d’intérêt dans un tel véhicule, celui-ci est abandonné en mars 1943.

### Sexton
Conçu pour les mêmes raisons que le T51, le Sexton n’est pas à proprement parler une variante du M7, mais un proche cousin. Il est en effet conçu par la Montreal Locomotive Works (MWS), une filiale d’ALCO au Canada, sur la base du Ram, une variante du M3, et du Grizzly, une copie du M4A1. Le premier prototype du Sexton est conçu en juin 1942 sur la base du Ram. La production débute en avril 1943 et le véhicule incorpore progressivement à partir d’août 1943 des éléments du Grizzly, à l’image de l’évolution de la production du M7 qui, ayant commencée sur la base du M3, a peu à peu basculé sur le M4. Le Sexton est utilisé pour la première fois au combat en Normandie en juin 1944.

### Données techniques
| Modèle                   | M7                    | Sexton II             |
| ------------------------ | --------------------- | --------------------- |
| Équipage                 | 7                     | 6                     |
| Longueur hors-tout       | 237 po (6,02 m)       | 241 po (6,12 m)       |
| Longueur caisse          | 237 po (6,02 m)       | 241 po (6,12 m)       |
| Largeur hors tout        | 113 po (2,87 m)       | 107 po (2,72 m)       |
| Hauteur                  | 116 po (2,95 m)       | 96 po (2,44 m)        |
| Garde au sol             | 17 po (0,43 m)        | 17 po (0,43 m)        |
| Masse à vide             | 43 700 lb (19 822 kg) | 50 000 lb (22 680 kg) |
| Masse en ordre de combat | 50 600 lb (22 952 kg) | 57 000 lb (25 855 kg) |
| Pression au sol          | 10,4 psi (71,71 kPa)  | 12,5 psi (86,18 kPa)  |

| Modèle                                 | M7                                                                | Sexton II                                                         |
| -------------------------------------- | ----------------------------------------------------------------- | ----------------------------------------------------------------- |
| Motorisation                           | Continental R-975 C1, 9 cylindres radiaux 973 po3 (15 944,61 cm3) | Continental R-975 C4, 9 cylindres radiaux 973 po3 (15 944,61 cm3) |
| Refroidissement                        | air                                                               | air                                                               |
| Puissance brute                        | 400 hp (298 kW) à 2 400 tours par minute                          | 460 hp (343 kW) à 2 400 tours par minute                          |
| Puissance nette                        | 350 hp (261 kW) à 2 400 tours par minute                          | 400 hp (298 kW) à 2 400 tours par minute                          |
| Puissance massique brute               | 15,8 hp/t                                                         | 16,1 hp/t                                                         |
| Puissance massique nette               | 13,8 hp/t                                                         | 14 hp/t                                                           |
| Transmission                           | Synchromesh (5 vitesses avant, 1 arrière)                         | Synchromesh (5 vitesses avant, 1 arrière)                         |
| Suspension                             | ressorts à volutes verticaux (VVSS)                               | ressorts à volutes verticaux (VVSS)                               |
| Longueur de contact au sol             | 147 po (3,73 m)                                                   | 147 po (3,73 m)                                                   |
| Type de carburant                      | essence 80 octane                                                 | essence 80 octane                                                 |
| Contenance des réservoirs de carburant | 175 gallons (662 l)                                               | 180 gallons (681 l)                                               |
| Vitesse maximale sur route             | 24 mi/h (39 km/h)                                                 | 24 mi/h (39 km/h)                                                 |
| Vitesse de croisière sur route         | 21 mi/h (34 km/h)                                                 | 21 mi/h (34 km/h)                                                 |
| Vitesse maximale hors-route            |                                                                   |                                                                   |
| Autonomie sur route                    | env. 120 mi (193 km)                                              | env. 125 mi (201 km)                                              |
| Franchissement hauteur                 | 24 po (0,61 m)                                                    | 24 po (0,61 m)                                                    |
| Franchissement largeur                 | 7,5 pi (2,29 m)                                                   | 7,5 pi (2,29 m)                                                   |
| Franchissement profondeur              | 40 po (1,02 m)                                                    | 40 po (1,02 m)                                                    |
| Franchissement pente                   | 60 %                                                              | 60 %                                                              |
| Rayon de braquage                      | 62 pi (18,9 m)                                                    | 62 pi (18,9 m)                                                    |